# Торчин (торговельна марка)
ТМ «Торчин» (до 2005 року — ТМ «Торчин Продукт») — торговельна марка, під брендом якої випускається бакалія ПрАТ «Волиньхолдинг», а саме кетчупи, майонез, соуси, гірчиці, приправи, заправки та маринад. Виробництво продуктів під брендом «Торчин» відбувається в однойменному смт Торчин Волинської області.
З 2003 року, бренд належить компанії «Nestlé».

## Виробництво
Виробництво бакалії розташоване в селищі міського типу Торчин Волинської області, що неподалік міста Луцьк.
Як стверджує компанія, як і всі українські кетчупи, томати вирощують на півдні України, а саме в Херсонській та Миколаївській областях. Після ретельної перевірки всіх помідорів, томати збирають та сортують прямо на полі. Потім вони потрапляють на завод для виробництва томатної пасти, де його виготовляють з трьох різних сортів, а також вилучають гнилі томати, після чого до основи під тиском прямують спеції, цукор та оцет — один з консервантів. Далі кетчуп нагрівається та пастеризується за температури вище 70°С, після чого охолоджується та пакується. Деякі упаковки йдуть на перевірку та знаходяться там аж до кінця терміну придатності, щоб переконатися що всі кетчупи з партії відповідають нормам якості.

## Історія
1994 року ПрАТ «Волиньхолдинг» зареєстроване в містечку Торчин, за 25 км від Луцька. Спочатку підприємство займалось виробництвом води під брендом «Дональд Дак». Через кілька місяців після початку існування марки, до приватного акціонерства надійшов лист із Австралії, де просили підтвердити правомірність використання такого бренду і щоб не розпочинати конфлікт, згодом було прийнято рішення змінити бренд. Таким чином, у підприємстві почала виготовлятися продукція під торгівельною маркою «Торчин Продукт», щоправда, кетчупи тоді пакувалися в скляні банки, а гірчиця — в ПЕТ-банках.
У 1997 році було куплено лінію з виробництва м'яких упаковок «дойпак», а вже 1998 році в цих упаковках почали випускатися кетчупи.
Протягом 1997—1998 років випускався майонез «Довгань». Після цього почали робити ще більше продукції. Підприємство запропонувало свої послуги світовому гігантові з виробництва майонезу Helmans, але переговори не увінчались успіхом.
Бренд став неймовірно успішним. В 2003 році ПрАТ «Волиньхолдинг» входить до складу групи «Nestlé Україна».
В 2005 році ТМ «Торчин Продукт» змінила назву на ТМ «Торчин».

## Асортимент

### Кетчупи
- Лагідний
- Лагідний Професійний
- До шашлику
- Чилі
- З часником
- З паприкою
- Для дітей від 3-х років — класичний, з овочевим пюре, з абрикосовим пюре

### Соуси
- Бургер
- Часниковий
- Аджика
- Сирний
- Мехікано
- Тартар
- Чилі
- Солодкий чилі
- Французький
- Грибний
- Папрік
- Сацебелі
- Барбекю
- Соус «Шаурма»
- Кисло-солодкий з манго

#### Соєві соуси
- Класичний
- Імбирний
- Часниковий
- Теріякі
- Лаймовий

### Майонез
- Європейський — 72 %
- Домашній — 50 %
- Делікатесний — 28 %
- «Tasty Mayo» з кетчупом
- «Tasty Mayo» Барбекю
- «Tasty Mayo» з лагідною гірчицею
- «Tasty Mayo» Чилі-шрірача

### Гірчиці
- Діжонська
- Американська
- Міцна
- Козацька
- Лимонна

### Приправи
- Зі смаком курки
- «10 овочів»®

### Заправки
- Буряково-томатна
- Томатна з болгарським перцем
- З маринованими огірками
- Зі сливовим пюре
- Овочева з морквою, цибулею та солодким перцем
- Салатна заправка Цезар

### Маринади
- З часником і зеленню
- Сливовий
- Соєво-імбирний
- Томати і базилік
- З ананасом та спеціями карі